# Boevoi sostav Sovetskoi armii

Boevoi sostav Sovetskoi armii ("Composition de combat de l'armée soviétique") est un ordre de bataille officiel de l'armée soviétique de la Seconde Guerre mondiale, publié en cinq parties de 1963 à 1990 par l'Académie Vorochilov de l'état-major général et le Voenizdat.
Les entrées détaillant l'ordre de bataille sont classées du mois de juin 1941 à mai 1945, puis août 1945. Les entrées mensuelles sont divisées en quatre sections. Celles-ci répartissent les forces entre celles qui sont effectivement engagées dans les opérations de combat, les forces de défense aérienne stratégique, les forces de réserve du Haut Commandement Suprême (ru) (forces de réserves de la Stavka (RVGK)) et les forces affectées à d'autres fronts (en), théâtres et districts militaires.
Pour chacune des quatre sections, l'ordre de bataille est classé par catégories : fusils, artillerie, chars, aviation et unités du génie. Les totaux des types d'unités sont fournis par organisation (front ou district militaire) et par mois.